# Veronika Winter
Veronika Winter (* 2. Februar 1965 in Limburg an der Lahn) ist eine deutsche Sopranistin.

## Leben
Veronika Winter erhielt ihre erste sängerische Ausbildung im Limburger Domchor. Nachdem sie zunächst Musikwissenschaft
und Italienisch an der Universität Erlangen und Gesang bei Norma Lerer in Nürnberg studiert hatte, erhielt sie 1989 ihre umfassende sängerische Ausbildung an der Hochschule für Musik Heidelberg/Mannheim bei Eva-Maria Molnar. Weitere Studien führten sie 1991 zu Karlheinz Jarius und dann zu Barbara Schlick.
Das vorrangige Interesse von Veronika Winter gilt der Interpretation Alter Musik. Auf diesem Gebiet arbeitet sie mit Ensembles wie der Rheinischen Kantorei, Musica Fiata Köln, der Akademie für Alte Musik Berlin, dem Kammerchor Stuttgart, Weserrenaissance Bremen, dem Collegium Vocale Gent und Dirigenten wie Hermann Max, Frieder Bernius, Hans-Christoph Rademann, Ludger Rémy und Philipp Herreweghe zusammen. Außerdem ist sie Mitglied des Ensembles Himlische Cantorey in Hamburg.
Neben der Musik des 17. und 18. Jahrhunderts bereichern zunehmend Kompositionen aus Klassik und Romantik ihr Repertoire. Auch für Konzerte mit zeitgenössischer Musik wird Veronika Winter immer wieder engagiert.
Veronika Winter hat bei zahlreichen Rundfunk- und CD-Produktionen mitgewirkt und ist regelmäßig Gast bei internationalen Festivals wie etwa bei den Tagen Für Alte Musik Herne, den Berliner Bach-Tagen, dem Festival de Wallonie, dem Flandern-Festival, dem Israel-Festival Jerusalem, den Festlichen Tagen Alter Musik Knechtsteden, den Academies Musicales Saintes, dem Bachfest Leipzig, den Musikfestspielen Potsdam Sanssouci, dem Holland Festival Oude Muziek in Utrecht und dem Festival d’Art Sacré de la Ville de Paris.